# Omer Pobrić
Omer Pobrić, maestro bosanske sevdalinke i jedan od njenih najznačajnijih kompozitora. Rođen je u Tešnju 8. septembra (neki izvori navode i 8. avgust) 1945. godine, gdje je završio osnovnu školu i proveo svoje djetinjstvo. Srednju školu je završio na Ilidži, pokraj Sarajeva. U Sarajevu je apsolvirao na Prirodno-matematičkom fakultetu, odsjek biologija-hemija.
Ljubav prema muzici naslijedio je od majke Zlate i brata Rušte. Na pitanje kada je počeo svirati, uvijek je odgovarao: „Ne znam, ja sam zajedno s harmonikom rastao u majčinom krilu.” Bio je osnivač i direktor Instituta sevdaha koji se nalazi u Mulićima, Visoko, gdje je i živio. U svojim knjigama je zabilježio skoro 1.000 sevdalinki. 
Preminuo je 20. januara 2010. od srčanog udara u toku vožnje, u mjestu Jošanica na putu Sarajevo—Visoko.

## Diskografija
- Omer Pobrić svira narodna kola – Zaigrajmo složno, prijatelji (Jugoton, 1981)
- Zmaj od Bosne / Za dušu i sjećanje 2 (Diskoton, 1991)
- Ovo je Bosna i Bosna ostaće ‎(Diskoton, 1991)
- Nejma ljepše knjige od Kur’ana ‎(Muzički atelje OMEGA, 1995)
- Maksuz selam iz Breze ‎(Muzički atelje OMEGA, 1995)

## Stvaralaštvo
- Ćazim Čolaković - Zašto me ostavljaš ti
- Nada Obrić - Gdje se dvoje vole, suvišan je treći
- Hamdija Čustović - Idi, idi tugo iz života mog, Dođi mi, dođi ljubavi
- Duško Kuliš - Sreli smo se kad lišće zažuti

## Spoljašnje veze
- Omer Pobrić na sajtu  (jezik: engleski)
- Službena stranica Instituta sevdaha
- Vijest o smrti Omera Pobrića na internet sajtu Radio-televizije Federacije BiH